# 2063年8月24日日食
2063年8月24日日食为一次在协调世界时2063年8月24日出現的一次日全食。該次日食食分為1.0750，食甚維持時間5分49秒。

## 概述
這次日食的食分是1.0750，全食維持5分49秒。

## 可观测区域
中国北部地区，包括吉林，内蒙古东部及西部，新疆东部。

 蒙古国南部地区，包括科布多省、苏赫巴托尔省、南戈壁省、东戈壁省、戈壁阿尔太省，以及巴彦洪果尔省。

 日本北部，包括北海道及东北省（当地称为“地方”）。

 俄羅斯远东地区。

## 基本參數
- 類型：日全食
- 食最大地點資料：
  - 日期：2063年8月24日
  - 時間：1時22分11秒
  - 地點：26N 168E
  - 食分：1.0750
  - 日全食持續時間：5分49秒

## 外部連結
- NASA未來日食資料（页面存档备份，存于）
- 可見區域圖和時間統計：由弗雷德·埃斯佩纳克做出的日食預報，NASA/GSFC
  - Google互動地圖呈現的日食範圍
  - 貝塞爾元素